# Никола Хрсојевић
Никола Хрсојевић (умро после 1371) је био легендарни српски властелин кога помиње једино Мавро Орбин у свом "Краљевству Словена".

## Историја
О постојању Николе Хрсојевића пише само Мавро Орбин. Према Орбину, након Маричке битке, краља Вукашина Мрњавчевића је убио "његов паж Никола Хрсојевић". Николу је привукла огрлица коју је српски краљ носио око врата. Док је Вукашин пио воду са реке, Никола га је убио. Убиство се, наводно, догодило код села Караманли код Черномена. Легенду је Орбин преузео из усмене традиције. Николи је додељена улога убице српског краља. Да ли је он уопште постојао, до данас није разјашњено. Огрлица је можда имала симболично значење, као владарски знак или инсигнија којом је Вукашин узурпирао круну. У том случају на убиство треба посматрати као на заслужену казну која је, према традицији, снашла Вукашина због збацивања српског цара Уроша и династије Немањића.